# Becker János Nepomuk
Becker János Nepomuk (Pest, 1781. május 14. – Esztergom, 1849. március 11.) esztergomi kanonok, főesperes.

## Élete
Fölszenteltetése és rövid káplánkodása után karancssági, majd soltvadkerti plébános lett; 1837-ben esztergomi kanonoknak neveztetett ki; később komáromi főesperes lett.

## Munkái
Egyházi beszéd, melyet szent István nemzeti ünnepe tartása alkalmával mondott. Esztergom, 1837. (Az Egyházi Tár 1837. augusztus havi füzetében is.)